# ريان بولتون
ريان بولتون (بالإنجليزية: Ryan Bolton)‏ هو تريثلت أمريكي، ولد في 26 مارس 1973 في رابيد سيتي في الولايات المتحدة.

## وصلات خارجية
- ريان بولتون على موقع أوليمبيديا (الإنجليزية)